# 短吻螠虫
短吻螠虫（學名：Listriolobus brevirostris）是螠蟲目螠蟲科的一個物種。螠蟲目現時屬於多毛綱。牠們散佈於日本、中國山東省及澳大利亞的近岸海底，居住在於軟沉積物建造的棲管裡。